# Rizaucourt-Buchey
Rizaucourt-Buchey är en kommun i departementet Haute-Marne i regionen Grand Est (tidigare regionen Champagne-Ardenne) i nordöstra Frankrike. Kommunen ligger i kantonen Juzennecourt som tillhör arrondissementet Chaumont. År 2022 hade Rizaucourt-Buchey 129 invånare.

## Befolkningsutveckling
Antalet invånare i kommunen Rizaucourt-Buchey
| Referens: INSEE |